# Roger Schoemans
Roger Henri Schoemans (Kortenbos (Sint-Truiden), 14 juli 1942) is een Belgisch Nederlandstalig journalist en auteur.

## Biografie
Schoemans was van 1963 tot 1968 reporter bij Zondagmorgen. In 1968 werd hij eindredacteur van Het Nieuwsblad en De Gentenaar. Vervolgens werd hij aangesteld als hoofdredacteur van deze kranten. Zijn evenknie bij De Standaard werd Mark Deweerdt, terwijl Lode Bostoen werd aangesteld als algemeen hoofdredacteur van de krantengroep. Schoemans oefende deze functie uit tot hij in juli 1994 werd ontslagen.
Vervolgens werkte hij als consultant voor diverse bladen. Hij is schrijver van een groot aantal jeugdromans en van thrillers voor een volwassen publiek. Zijn jeugdboeken werden meermaals bekroond met de Prijs van de Kinder- en Jeugdjury.  
Schoemans is getrouwd en heeft twee kinderen.

### Jeugdboeken
- 1983 Misja en de sprekende fles (Altiora)
- 1983 Leo wordt eskimo (Altiora)
- 1985 Bokkerijders (Altiora) (10+)
- 1987 De rubberjager (Altiora)
- 1989 Hoe groeit een krant? (Altiora)
- 1989 Vlucht uit Belfast (Altiora)
- 1990 H. M. Stanley : journalist en ontdekkingsreiziger (Altiora)
- 1991 Vergif (Altiora)
- 1992 Chico (Altiora / 4e druk 2000)
- 1993 Dava (Altiora)
- 1995 Het eiland van Zwartbaard (Altiora)
- 1995 Soessapoeza (Altiora / 4e druk 1998)
- 1996 De veroveraar (Averbode) (12+)
- 1996 De wondere reis van de Beagle (Averbode) (40+)
- 1996 Desperado's (Averbode)
- 1996 Oorlog om het graf (Averbode) (14+)
- 1996 Slagen (Averbode / 2e druk 1997) (12+)
- 1997 De paddeneter (Averbode)
- 1997 De woeste bergpas (Kok Educatief) (12+)
- 1997 Honger (Averbode)
- 1997 Piraten op kruistocht (De Sikkel) (10+)
- 1997 Verloren in de woestijn (Averbode) (10+)
- 1997 Vikings ontdekken Amerika (Averbode)
- 1998 Flavius ontvoerd (Averbode) (12+)
- 1998 Koning van de goudmijn (Kok Educatief)
- 1998 Schaatsen in de dakgoot (Averbode)
- 1998 Serafijns oorlog (Averbode) (12+)
- 1999 De paardenredder (Averbode) (13+)
- 1999 Keizer Karel (Averbode, reeks Echt gebeurd)
- 2000 Marco Polo (Averbode)
- 2000 Geestenjacht (Averbode) (10+)
- 2001 Jimmies kudde (Averbode)
- 2002 In de greep van een stalker (Averbode)
- 2003 De schat van Util (Davidsfonds/Infodok) (12+)
- 2004 Waterschimmen (Davidsfonds/Infodok) (12+)
- 2005 Koning van de goudmijn ?
- 2005 Het tulpencomplot (Maretak) (10+)
- 2005 De Leeuwendochter (Davidsfonds/Infodok) (12+)
- 2006 De gouden Halsband (Maretak) (10+)
- 2007 Fataal (Davidsfonds/Infodok) (12+) (jeugdtriller)
- 2008 Kinderen van de Leeuwendochter (Davidsfonds/Infodok) (12+)
- 2008 Blizzard (Davidsfonds/Infodok) (12+)
- 2009 Klopjacht (Davidsfonds/Infodok) (12+)
- 2010 Het Mes van Milosh (Davidsfonds/Infodok) (12+)

### Misdaadromans
- 2004 Penetraties (Davidsfonds)
- 2005 Zwarte Suiker (Davidsfonds)
- 2006 Bloedrode Kersen (Davidsfonds)
- 2007 Knapenmelk (Davidsfonds)
- 2008 Prinses (Davidsfonds)
- 2009 Hengst (Davidsfonds) - longlist Gouden Strop 2010
- 2010 Bastille (Davidsfonds) - nominatie Hercules Poirot-prijs 2011
- 2011 Amulet (Davidsfonds)
- 2012 Erfenis (Davidsfonds)
- 2013 Padre! (Davidsfonds)

## Prijzen
- 1994 Kinder- en Jeugdjury Vlaanderen voor Chico
- 1994 Kinder- en Jeugdjury Limburg voor Chico
- 1995 Kinder- en Jeugdjury Vlaanderen voor Dava
- 1995 Jozef Michielsprijs voor Dava
- 1998 Kinder- en Jeugdjury Vlaanderen voor Slagen
- 2006 Kinder- en Jeugdjury Vlaanderen voor De Leeuwendochter

- Bibliothèque nationale de France: cb16801587w (data)
- Gemeinsame Normdatei: 113873867
- International Standard Name Identifier: 0000 0001 2029 2459
- Library of Congress Control Number: no97023973
- Nederlandse Thesaurus van Auteursnamen: 074105868
- Virtual International Authority File: 79367256
- WorldCat: E39PBJc3Hqv7p6r9gxPWWyYMfq